# Casas de Eufemia
Casas de Eufemia es una pedanía que se encuentra a unos 10 minutos en coche de Requena, por la carretera N-322, que es totalmente recta hasta El Pontón.
Hay otra carretera que une la población con la comarcal que va desde Venta del Moro con El Azagador, pero esta otra carretera está en peores condiciones.

## Historia
Según apunta Juan Piqueras en su Geografía de Requena-Utiel, Casas de Eufemia alcanzó la categoría de aldea tardíamente. “En 1870 contaba solamente con once casas y medio centenar de habitantes. Su rápido crecimiento urbano y demográfico en años posteriores se produjo, como en el caso de Los Duques, gracias al traslado masivo de habitantes de otros caseríos de la contornada”.
En los últimos años ha habido varias parejas de jóvenes que han vuelto al pueblo para establecerse, e incluso también ha llegado gente sin vínculos con la aldea que han optado por quedarse aquí. Los servicios básicos con los que cuenta (alumbrado, agua potable, alcantarillado, etc.) están en buenas condiciones, y apenas queda algún trozo de calle por asfaltar. Tiene un consultorio médico que abre todas las mañanas de los días laborables, y un botiquín con los medicamentos más imprescindibles, ya que no hay farmacia.
Los equipamientos básicos con los que cuenta son los básicos, a los que hay que añadir un frontón y una piscina que abre durante el verano (época en la que la población se duplica).
Se está movilizando mucho la gente en los últimos tiempos. Un ejemplo es el grupo de jóvenes que componen la comisión de fiestas, que entre otras cosas organizó en junio una semana cultural. Las fiestas son en honor del Corpus Christi (a últimos de mayo) y de la Inmaculada Concepción, en diciembre. Otro colectivo muy activo es la asociación INCOR, que agrupa a unas 40 mujeres que se movilizan para todo lo que sea menester, entre otras cosas para la semana de la mujer que se celebra en marzo.
Además, también existe una Asociación de la Tercera Edad, una Sociedad de Cazadores y la Asociación Deportivo-Cultural que se hace cargo de la piscina. Ahora se está intentando poner en marcha una asociación juvenil.
La principal actividad económica que se desarrolla en Casas de Eufemia es el cultivo de la vid. Tiene una cooperativa que agrupa a unos 175 socios, La Inmaculada.
- Datos: Q17584263
- Multimedia: Casas de Eufemia / Q17584263